# 마리오 아마야
마리오 앤서니 아마야(Mario Anthony Amaya, 1933년 10월 6일 ~ 1986년 6월 29일)는 미국의 미술평론가, 박물관장, 잡지 편집자로 뉴욕 문화센터, 크라이슬러 미술관, 온타리오 아트갤러리의 관장을 역임했다. 35년간 아르누보를 연구했으며, 마크 로스코의 영향을 받았다.